# 行知路駅
座標: 北緯31度17分10秒 東経121度25分00秒 / 北緯31.28611度 東経121.41667度
行知路駅（ぎょうちろ-えき）は、中華人民共和国上海市宝山区に位置する上海地下鉄7号線の駅である。

## 駅構造
- 島式ホーム1面2線を有する地下駅。

## 歴史
- 2009年12月5日 - 開業。

## 隣の駅
上海軌道交通
■7号線
大場鎮駅 - 行知路駅 - 大華三路駅